# Инкальяхта
Инкальяхта (исп. Incallajta, кечуа Inka Llaqta — букв. «город инков») — один из наиболее важных археологических памятников Боливии. Находится в 130 км к востоку от Кочабамбы на высоте 2950 м над уровнем моря в муниципалитете Покона.
Крепость и поселение возведены в 15 веке в годы правления Инка Юпанки. Площадь поселения составляла около 80 гектаров. Позднее, при Уайна Капаке, город был реконструирован. Главное здание, Кальянка, занимает 25 x 78 метров и являлось на то время крупнейшим зданием под крышей в доколумбовой Америке. Крыша опиралась на 24 колонны, диаметр основания которых достигал 2 метров.
Инкальяхта представляла собой военную крепость, политический, административный и церемониальный центр Кольасуйу, одной из 4 провинций Тауантинсуйу, а также оборонительный рубеж для защиты от набегов чиригуа.
Раскопки Инкальяхты впервые проведены в начале 21 века группой под руководством Лоренса Кобена из Пенсильванского университета.